# Linn Siri Jensen
Linn Siri Jensen, född 18 januari 1961 i Bergen, är en norsk handbollsmålvakt och tränare.

## Klubblagsspel
Jensen spelade ursprungligen för Fyllingen IL i Bergen som då var ett division tre-lag. När hon var 18 år 1979 anslöt hon  till IL Vestar i Oslo och spelade kvar i klubben till 1993. Med Vestar vann hon 1989 seriemästerskapet. Hon blev efter den aktiva karriären tränare. Hon har varit målvaktstränare bland annat i norska landslaget under Marit Breivik. Hon har också varit regional landslagstränare i Oslo. På klubblagsnivå har hon tränat Vestar på damsidan och Vesli på herrsidan. 2018 tränade hon Haslum IL Håndball pojkar 2002.

## Landslagsspel
Linn Jensen spelade åren 1979 till 1987 122 matcher för det norska landslaget. Hon var målvakt och gjorde inga mål. Hon gjorde debut i landslaget mot Litauen 25 juli 1979 och spelade sin sista match 14 november 1987 mot Tyskland. Hennes  främsta meriten med landslaget blev ett VM-brons 1986 i VM i Nederländerna.